# Souto Maior (Sabrosa)
Souto Maior é uma povoação portuguesa sede da Freguesia de Souto Maior do Município de Sabrosa, freguesia com 9,32 km² de área e 439 habitantes (censo de 2021), tendo, por isso, uma densidade populacional de 47,1 hab./km²

## Demografia
A população registada nos censos foi:
| Distribuição da População por Grupos Etários | Distribuição da População por Grupos Etários | Distribuição da População por Grupos Etários | Distribuição da População por Grupos Etários | Distribuição da População por Grupos Etários |
| -------------------------------------------- | -------------------------------------------- | -------------------------------------------- | -------------------------------------------- | -------------------------------------------- |
| Ano                                          | 0-14 Anos                                    | 15-24 Anos                                   | 25-64 Anos                                   | > 65 Anos                                    |
| 2001                                         | 65                                           | 95                                           | 307                                          | 96                                           |
| 2011                                         | 45                                           | 39                                           | 271                                          | 132                                          |
| 2021                                         | 41                                           | 36                                           | 206                                          | 156                                          |

## Património
- Igreja Paroquial de Santa Maria de Souto Maior;
- Capela da Senhora da Fraga, em Santo Maior;
- Capela do Senhor do Calvário, em Santo Maior;
- Capela de Santa Luzia, de Feitais.